# Vijačani Gornji
Vijačani Gornji (szerbül: Вијачани Горњи), település Bosznia-Hercegovinában, a Bosanska Krajina keleti részén, Čelinac községben, a Szerb Köztársaságban. 

## Fekvése
A település Bosznia-Hercegovina északi részén, Banja Lukától légvonalban 36, közúton 49 km-re, községközpontjától légvonalban 25, közúton 36 km-re keletre, a Velika Ukrina folyásától délre, 200-480 méteres magasságban fekszik. Vijačani falu másik része Donji Vijačani néven Prnjavor község területén terül el.

## Népessége

### A település népessége
| Nemzetiségi csoport | Népesség 1991 | Népesség 2013 |
| ------------------- | ------------- | ------------- |
| Szerb               | 540           | 384           |
| Bosnyák             | 0             | 0             |
| Horvát              | 1             | 0             |
| Jugoszláv           | 3             | 1             |
| Egyéb               | 0             | 0             |
| Összesen            | 544           | 385           |

## Története
Itt található az egész térség egyik legősibb épülete a Stuplje monostor. A kolostort valószínűleg még 1450 előtt alapították, tehát már a Bosnyák Királyság 1463-as oszmán hódítása előtt is állt. A Szent Liga háborúja (1683–1699) idején azonban a kolostort az oszmánok felgyújtották. Az életben maradt szerzetesek északra menekültek a Száva folyón át, és a szlavóniai Orahovicai kolostorban találtak menedéket. Számos kéziratos könyvüket vitték magukkal, amelyek így az orahovicai könyvtár részévé váltak.
A térség 1878-ig tartozott az Oszmán Birodalomhoz, ekkor a berlini kongresszus határozata alapján az Osztrák-Magyar Monarchia része lett. A monarchia szétesésével 1918-ban előbb a Szerb-Horvát-Szlovén Királyság, majd 1929-től a Jugoszláv Királyság része. Az 1929-es törvény értelmében, amikor Bosznia-Hercegovinát négy banovinára, Drinskára, Vrbaskára, Zetskára és Primorskára osztották, a település a Vrbaska banovina része lett, amelynek székhelye Banja Luka volt. Jugoszlávia megszállása után a Független Horvát Állam (NDH) része lett. A daytoni békeszerződést követő területfelosztásnál a település Čelinac község részeként a Szerb Köztársaság területéhez került.

## Nevezetességei
- Vijačani Gornjiban 1994-ben a falu központjától két kilométerre, a Manastirica-pataktól felfelé, a Crkvište lelőhelyen találták meg a Szent Mihály arkangyalnak szentelt Stuplje kolostor alapjait. 1994 márciusában két helyi lakos kereste fel ezt a területet, akik Gornji Vijačani faluban, egy Crkvište nevű helyen, a Manastirica nevű patak és a Kaluđersko Brdo nevű domb közelében megtalálták és feltárták egy bazilika formájú, 14 méter hosszú és 7,5 méter széles templomépület alapját. A legfelső kőréteg 30 centiméterrel volt a talajfelszín alatt.[4] Ezt követően a Banja Lukai Szerb Ortodox Egyházmegye vezetőjének kezdeményezésére úgy döntöttek, hogy a régészeti leletek helyén újjáépítik a kolostort, bár néhányan követelték a feltárt alapok konzerválását és a helyszín megóvását minden zavarástól. A Stuplje kolostort 2008 végén újjáépítették és felszentelték.[5]

- A falu központjában, az iskola, a helyi közösség irodája és a Szerb Köztársaság hadseregének elesett katonái emlékműve mellett található a Szentháromság tiszteletére szentelt ortodox templom.